# Ron McLarty
Ron McLarty (Providence, 26 de abril de 1947-Nueva York, 8 de febrero de 2020) fue un escritor, actor y dramaturgo estadounidense.

## Vida
McLarty inició su carrera en el teatro durante los 70s con una de sus primeras actuaciones profesionales, interpretando a Lucky en Moonchildren de Michael Weller para el estreno de la obra en Estados Unidos en el Arena Stage de Washington D. C. en noviembre de 1971. McLarty continuó en la producción cuando esta se trasladó a Broadway en 1972.
A pesar de que disfrutó de una exitosa carrera como actor, que no tuvo mucha suerte para encontrar una editorial para su novela The Memory of Running, hasta que Stephen King se encontró con una versión en audio (narrada por el propio McLarty), y lo elogió como "el mejor libro que no puede leído ".  Esto llevó a la publicación del libro por Viking Press, y su rápido ascenso hasta convertirse en best-seller. McLarty es un narrador consumado - además deThe Memory of Running , ha sido narrador de una serie de libros de audio, incluyendo  Hunter S. Thompson's Fear and Loathing in Las Vegas y los audiolibros resumidos de Points by George W. Bush (la versión abreviada es narrada por el expresidente mismo).
Graduado de la Universidad de Rhode Island, en la clase de 1969, McLarty fue orador invitado y recibió un doctorado en Humanidades de la RIC en 2007.
Desde el año 2014 padecía demencia. Falleció la noche del sábado 8 de febrero de 2020 en Nueva York a los setenta y dos años.

## Novelas
- 2004, The Memory of Running. New York: Viking Press, 2004, ISBN 0-670-03363-4
- 2007, Traveler. New York: Viking Press, ISBN 0-670-03474-6
- 2008, Art in America. New York: Viking Press, ISBN 0-670-01895-3
- 2009, The Dropper. New York: Random House, Books on Tape, (audio libro), ISBN 0-307-70459-9
- 2012, The Dropper fue lanzado como un Trade Hardcover y lanzado como edición limitada por Cemetery Dance Publications en la primavera. ISBN 978-1-58767-275-0

## Audio libros
Lista parcial solo para mostrar algunos de su amplia bibliografía.
| Título                                 | Autor              | Narrado por                 | Publicado  |
| The Memory of Running                  | Ron McLarty        | Ron McLarty                 | 2004-01-16 |
| Zero Day                               | David Baldacci     | Ron McLarty, Orlagh Cassidy | 2011-04-11 |
| Brian's Hunt                           | Gary Paulsen       | Ron McLarty                 | 2003-12-23 |
| The Gift                               | Danielle Steel     | Ron McLarty                 | 2012-07-20 |
| Salem's Lot                            | Stephen King       | Ron McLarty                 | 2008-02-05 |
| Valhalla Rising: A Dirk Pitt Adventure | Clive Cussler      | Ron McLarty                 | 2001-08-13 |
| The Great Brain                        | John D. Fitzgerald | Ron McLarty                 | 2002-05-28 |